# 10. Festiwal Polskich Filmów Fabularnych w Gdańsku
10. Festiwal Polskich Filmów Fabularnych odbył się w 1985 w Gdańsku.

## Filmy konkursowe
Baryton, reż. Janusz Zaorski
Bez końca, reż. Krzysztof Kieślowski
Ceremonia pogrzebowa, reż. Jacek Bromski
Cień już niedaleko, reż. Kazimierz Karabasz
Cztery pory roku, reż. Andrzej Kondratiuk
Diabelskie szczęście, reż. Franciszek Trzeciak
Dłużnicy śmierci, reż. Włodzimierz Gołaszewski
Dokąd człowieku?, reż. Jerzy Kołodziejczyk
Engagement, reż. Filip Bajon
Godność, reż. Roman Wionczek
Gość, reż. Władysław Ślesicki
Idol, reż. Feliks Falk
…jestem przeciw, reż. Andrzej Trzos-Rastawiecki
Kim jest ten człowiek, reż. Ewa Petelska i Czesław Petelski
Kobieta w kapeluszu, reż. Stanisław Różewicz
Kobieta z prowincji, reż. Andrzej Barański
Medium, reż. Jacek Koprowicz
Młyn nad Lutynią, reż. Jerzy Domaradzki
Nadzór, reż. Wiesław Saniewski
O-bi, o-ba. Koniec cywilizacji, reż. Piotr Szulkin
Pismak, reż. Wojciech Jerzy Has
Pobojowisko, reż. Jan Budkiewicz
Porwanie, reż. Stanisław Jędryka
Półpanek, reż. Ryszard Ber
Sam pośród swoich, reż. Wojciech Wójcik
Sezon na bażanty, reż. Wiesław Saniewski
Szaleństwa panny Ewy, reż. Kazimierz Tarnas
Tumor Witkacego, reż. Grzegorz Dubowski
Vabank II, czyli riposta, reż. Juliusz Machulski
Yesterday, reż. Radosław Piwowarski
Zabicie ciotki, reż. Grzegorz Królikiewicz

## Jury
- Jerzy Kawalerowicz (przewodniczący) – reżyser
- Jadwiga Jankowska-Cieślak – aktorka
- Czesław Dondziłło(inne języki) – dziennikarz,
- Jerzy Kowalski
- Andrzej Jurga(inne języki) – reżyser
- Witold Leszczyński – reżyser
- Wojciech Marczewski – reżyser
- Michał Misiorny – krytyk
- Kazimierz Młynarz – krytyk
- Jerzy Passendorfer – reżyser
- Jerzy Peltz – dziennikarz
- Kazimierz Radowicz – literat
- Jerzy Schönborn

## Laureaci
Wielka Nagroda Festiwalu - Złote Lwy Gdańskie: Kobieta w kapeluszu, reż. Stanisław Różewicz
Nagroda Główna Jury - Srebrne Lwy Gdańskie:
- Baryton, reż. Janusz Zaorski
- …jestem przeciw, reż. Andrzej Trzos-Rastawiecki

Nagroda Specjalna Jury: Kobieta z prowincji, reż. Andrzej Barański
Nagrody Indywidualne – brązowe Lwy Gdańskie:
- debiut kinowy:
  - Radosław Piwowarski Yesterday,
  - Wiesław Saniewski Nadzór
- debiut telewizyjny: Jacek Bromski Ceremonia pogrzebowa
- najlepszy film niepełnometrażowy: Andrzej Kondratiuk Cztery pory roku
- najlepsza rola żeńska: Ewa Błaszczyk Nadzór
- najlepsza rola męska: Jan Jankowski Sam pośród swoich
- scenariusz: Feliks Falk Baryton
- zdjęcia: Witold Adamek Baryton, Yesterday, Nadzór
- scenografia: Andrzej Kowalczyk O-bi, o-ba. Koniec cywilizacji
- muzyka: Henryk Kuźniak Kobieta z prowincji i Vabank II, czyli riposta
- efekty dźwiękowe: Zygmunt Nowak – Kobieta w kapeluszu

Nagroda Publiczności: Vabank II, czyli riposta, reż. Juliusz Machulski 

Nagroda Dziennikarzy: Kobieta z prowincji, reż. Andrzej Barański oraz Ewa Dałkowska za rolę w tym filmie

Nagroda Zrzeszenia OPRF „Polkino” - Szaleństwa panny Ewy, reż. Kazimierz Tarnas

Nagroda Przedsiębiorstwa Dystrybucji Filmów - Seksmisja, reż. Juliusz Machulski